# Achgarve
Achgarve (Schots-Gaelisch: Achadh Garbh) is een gehucht aan de westkust van de Schotse Hooglanden.